# Asaccus caudivolvulus
Asaccus caudivolvulus är en ödleart som beskrevs av  Arnold och GARDNER 1994. Asaccus caudivolvulus ingår i släktet Asaccus och familjen geckoödlor. IUCN kategoriserar arten globalt som livskraftig. Inga underarter finns listade i Catalogue of Life.